# Корбола
Корбола (італ. Corbola, вен. Corboła) — муніципалітет в Італії, у регіоні Венето, провінція Ровіго.
Корбола розташована на відстані близько 350 км на північ від Рима, 55 км на південь від Венеції, 25 км на схід від Ровіго.
Населення — 2461 особа (2014).
Щорічний фестиваль відбувається 22 липня. Покровитель — Santa Maria Maddalena.

## Демографія
Населення за роками:

Станом на 1 січня 2023 року в муніципалітеті офіційно проживали 174 іноземці з 19 країн, серед них 54 громадяни країн Євросоюзу та 10 громадян України.

## Сусідні муніципалітети
- Адрія
- Аріано-нель-Полезіне
- Папоцце
- Тальйо-ді-По